# (29581) 1998 FR55
A (29581) 1998 FR55 a Naprendszer kisbolygóövében található aszteroida. A LINEAR projekt keretében fedezték fel 1998. március 20-án.